# Ciobanesc romanesc carpatin
Ciobanesc romanesc carpatin är en hundras från Rumänien. Den är en vaktande och vallande herdehund med ursprung i Karpaterna. Den första nationella rasstandarden skrevs 1934 och 2002 godkändes rasen preliminärt av Fédération Cynologique Internationale (FCI).